# Cerulean
Cerulean – jednostka osadnicza w Stanach Zjednoczonych, w stanie Kentucky, w hrabstwie Trigg.